# Paragus dolichocerus
Paragus dolichocerus är en tvåvingeart som beskrevs av Mario Bezzi 1915. Paragus dolichocerus ingår i släktet stäppblomflugor, och familjen blomflugor. Inga underarter finns listade i Catalogue of Life.